# Петър Димитров (духовник)
Вижте пояснителната страница за други личности с името Петър Димитров.
Петър Димитров Воловаров, известен като поп Петър Солунски, е български църковен и просветен деец от късното Българско възраждане в Македония.

## Биография
Петър Димитров е роден в 1841 година в лъгадинското село Зарово, тогава в Османската империя, днес Никополи, Гърция. Около 1864 година е ръкоположен за свещеник в Сяр, където установява контакти със Стефан Веркович. Включва се активно в църковната борба срещу гърцизма. След провъзгласяването на Българската екзархия в 1872 година поп Петър става свещеник в българската църква „Свети Стефан“ в Цариград, а от ноември същата година е представител на Екзархията в Солун. Избран е за председател на Солунската българска община и утвърден от екзарх Антим I. Поп Петър е основен инициатор за откриването на българската църква „Св. св. Кирил и Методий“ в града. Увлича се за кратко от униатското движение, но след среща с Петко Славейков се отказва от униатството и се разкайва с писмо до екзарха в 1874 година.
Успоредно с църковната си дейност поп Петър е член на Солунската революционна група, съставена от дейци на дружеството „Българска зора“, която подготвя въстанието в Пиянец през пролетта на 1876 година.
След разгрома на Априлското въстание поп Петър е принуден да замине за Цариград, където е църковен певец в екзархийския параклис. През 1877 година при избухването на Руско-турската война е заточен в Мала Азия, заедно с екзарх Антим I, но е освободен след края на войната. По време на заточението му за заслугите му, неговата съпругата е подпомагана финансово от екзархийската каса. Учи църковно пеене в Киев. В края на живота си служи в черквата „Света Неделя“ в София, където оставя добри спомени, заради певческите си възможности. Погребан е в софийския храм „Възнесение Господне“.

## Родословие
|                                       |                                       |                                       |                                       |                                       |                                       |  |  |                                                 |                                                 |                                                 |                                                 | Мария Петрова                                   | Мария Петрова                                   | Мария Петрова | Мария Петрова | Мария Петрова                   | Мария Петрова                   |                                 |                                 | Димитър Атанасов                | Димитър Атанасов                | Димитър Атанасов | Димитър Атанасов | Димитър Атанасов        | Димитър Атанасов        |                         |                         |                         |                         |  |  |                              |                              |                              |                              |                              |                              |  |  |                                |                                |                                |                                |                                |                                |
|                                       |                                       |                                       |                                       |                                       |                                       |  |  |                                                 |                                                 |                                                 |                                                 | Мария Петрова                                   | Мария Петрова                                   | Мария Петрова | Мария Петрова | Мария Петрова                   | Мария Петрова                   |                                 |                                 | Димитър Атанасов                | Димитър Атанасов                | Димитър Атанасов | Димитър Атанасов | Димитър Атанасов        | Димитър Атанасов        |                         |                         |                         |                         |  |  |                              |                              |                              |                              |                              |                              |  |  |                                |                                |                                |                                |                                |                                |
|                                       |                                       |                                       |                                       |                                       |                                       |  |  |                                                 |                                                 |                                                 |                                                 |                                                 |                                                 |               |               |                                 |                                 |                                 |                                 |                                 |                                 |                  |                  |                         |                         |                         |                         |                         |                         |  |  |                              |                              |                              |                              |                              |                              |  |  |                                |                                |                                |                                |                                |                                |
|                                       |                                       |                                       |                                       |                                       |                                       |  |  |                                                 |                                                 |                                                 |                                                 |                                                 |                                                 |               |               |                                 |                                 |                                 |                                 |                                 |                                 |                  |                  |                         |                         |                         |                         |                         |                         |  |  |                              |                              |                              |                              |                              |                              |  |  |                                |                                |                                |                                |                                |                                |
| свещеник Петър Димитров (1841 – 1895) | свещеник Петър Димитров (1841 – 1895) | свещеник Петър Димитров (1841 – 1895) | свещеник Петър Димитров (1841 – 1895) | свещеник Петър Димитров (1841 – 1895) | свещеник Петър Димитров (1841 – 1895) |  |  | архимандрит Методий Димитров (1848 – след 1921) | архимандрит Методий Димитров (1848 – след 1921) | архимандрит Методий Димитров (1848 – след 1921) | архимандрит Методий Димитров (1848 – след 1921) | архимандрит Методий Димитров (1848 – след 1921) | архимандрит Методий Димитров (1848 – след 1921) |               |               | архимандрит Константин Димитров | архимандрит Константин Димитров | архимандрит Константин Димитров | архимандрит Константин Димитров | архимандрит Константин Димитров | архимандрит Константин Димитров |                  |                  | архидякон Иван Димитров | архидякон Иван Димитров | архидякон Иван Димитров | архидякон Иван Димитров | архидякон Иван Димитров | архидякон Иван Димитров |  |  | свещеник Антоний Козлодуйски | свещеник Антоний Козлодуйски | свещеник Антоний Козлодуйски | свещеник Антоний Козлодуйски | свещеник Антоний Козлодуйски | свещеник Антоний Козлодуйски |  |  | монахиня Варвара (1860 – 1932) | монахиня Варвара (1860 – 1932) | монахиня Варвара (1860 – 1932) | монахиня Варвара (1860 – 1932) | монахиня Варвара (1860 – 1932) | монахиня Варвара (1860 – 1932) |